# ベイクト・ズィーティ
ベイクト・ズィーティ（英語: Baked ziti）はオーブンで焼いたキャセロール料理であり、ズィーティマカロニとソースを用いたイタリア系アメリカ料理。パスタ・アル・フォルノに似ている。  
多くのレシピでは、トマトとチーズのソースを作る間にズィーティを別にゆでる。ソースには肉、ソーセージ、マッシュルーム、ピーマンやパプリカ、タマネギなどを用いる。ゆでて水を切ったズィーティを調理済みのソースとまぜ、さらに別のチーズを層にして加えることもある。オーブンで焼き、熱いまま出す。  
ベイクト・ズィーティは、イタリア系アメリカ人の家庭やレストランで「何世代にもわたり、いつでもある料理として」位置づけられていた。